# Русскоязычные
Русскоязы́чные (русскоговоря́щие, русофо́ны) — люди, использующие русский язык в качестве родного.
Этот термин также используется в более специализированном значении — для обозначения людей, чья культура связана с русским языком, независимо от этнической или территориальной принадлежности. Среди русскоязычного населения, помимо русских, особенно много азербайджанцев, армян, белорусов, грузин, евреев, казахов, курдов, татар, украинцев, а также потомков смешанных браков русских (или русскоязычных) с казахами, латышами, литовцами, украинцами, и другими.
Самой большой русскоязычной страной является Россия. Во многих близлежащих странах, входивших ранее в состав Советского Союза, есть значительные русскоязычные сообщества. В Белоруссии, Казахстане и Кыргызстане, в частично признанных Абхазии и Южной Осетии, а также в непризнанной Приднестровской Молдавской Республике русский язык является вторым государственным или одним из официальных. В Таджикистане русский язык имеет статус языка межнационального общения, а в Узбекистане используются в официальном документообороте (наряду с узбекским), и значительное количество жителей владеет русским языком. На Украине, в Молдове, Латвии и Эстонии некоторая часть населения владеет русским языком. Русским, в той или иной степени, владеет население Армении, Азербайджана, Грузии, Туркменистана и Литвы преимущественно среди граждан старшего поколения.
В Израиле русский язык является третьим по значимости после государственных иврита и арабского. Русскоязычные иммигрантские общины существуют в различных частях США, Канады, КНР, Германии, Греции.
Общее количество русскоязычных во всём мире по оценке 1999 года — около 167 млн, ещё около 110 млн человек владеют русским языком как вторым.